# Sárgás egyrétűtapló
A sárgás egyrétűtapló (Diplomitoporus flavescens) a likacsosgombafélék családjába tartozó, Eurázsiában honos, fenyők meggyengült, elhalt törzsén élő, nem ehető gombafaj.

## Megjelenése

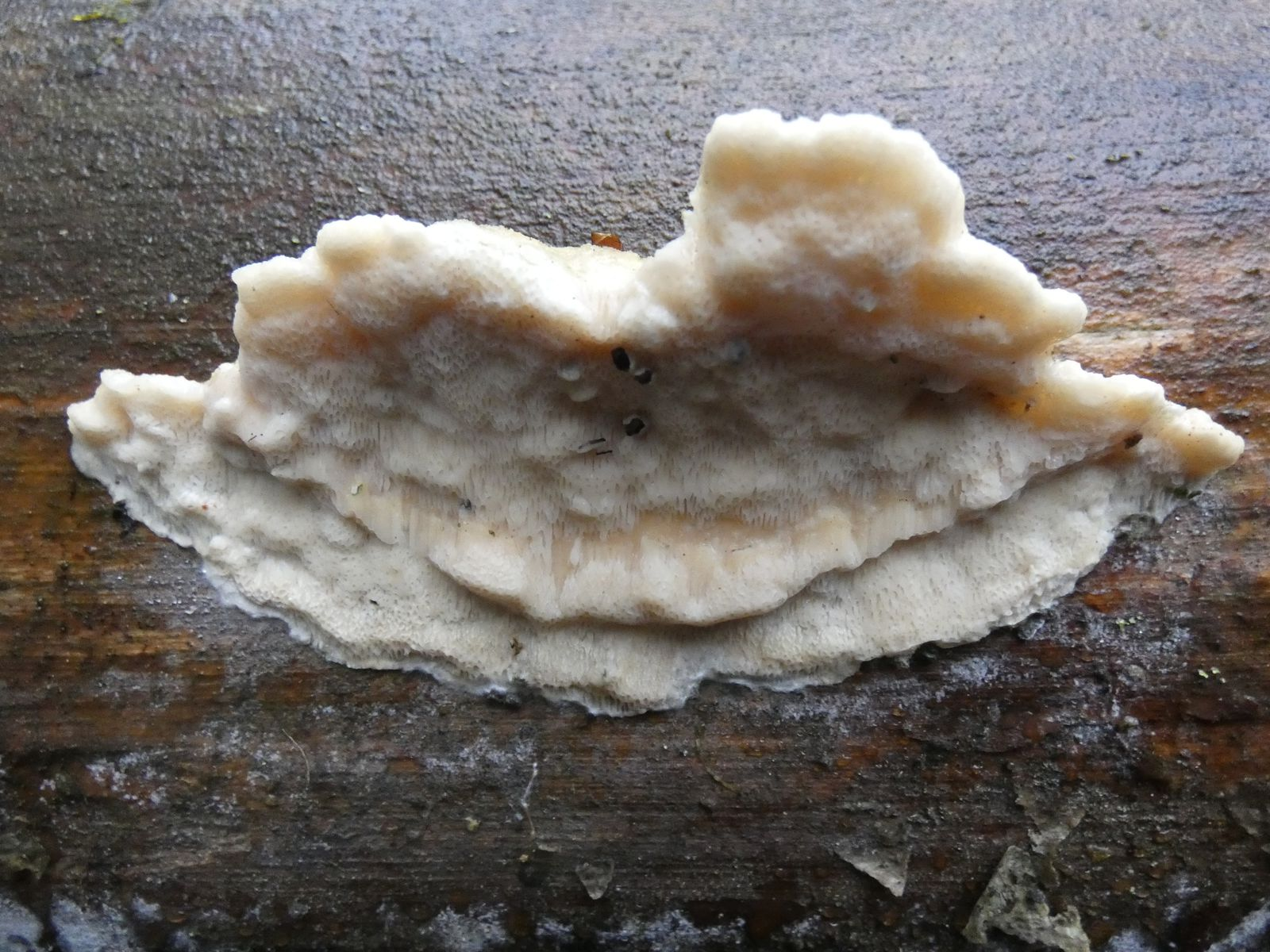

A sárgás egyrétűtapló termőteste 1-10 cm széles, 0,5-3 cm vastag, szabálytalan, párnás réteget képez az aljzaton vagy félig-meddig csökevényes konzolokat formáz (esetleg a kettő közötti átmenetként a rétegnek háromszögletű a keresztmetszete). A szomszédos termőtestek összeolvadhatnak. A konzolok felső oldala sárgás, sárgásbarnás vagy halványokkeres, felszíne bársonyos vagy sörtés, az idős példányoknál algáktól zöldes lehet. 
A fehéres, krémszínű vagy sárgás termőréteg csöves szerkezetű. A pórusok hasonló színűek, közepesen nagyok (2-4/mm), szabálytalanul szögletesek.
Húsa szívós, parafaszerű, fehéres vagy sárgás színű. Szaga nem jellegzetes, íze kesernyés.
Spórapora halványsárga. Spórája hengeres, sima, mérete 5-8 x 2-3 µm.

### Hasonló fajok
Az összetett egyrétűtapló, a színváltó likacsosgomba, az északi likacsosgomba, a lágy likacsosgomba hasonlít hozzá. 

## Elterjedése és termőhelye
Eurázsiában honos. Magyarországon ritka.
Fenyők meggyengült vagy elhalt törzsén található meg, többnyire nedves, lápos élőhelyeken. A faanyagban fehérkorhadást okoz. Augusztustól novemberig fejleszt termőtestet.
Nem ehető. 